# Geoffrey Rush
Geoffrey Roy Rush (Toowoomba, 6 juli 1951) is een Australisch acteur.
Rush werd geboren in Toowoomba, Queensland, Australië. Hij groeide op in Brisbane. Hij werkte als theateracteur en speelde soms ook in films. Hij werd bekend door zijn rol in Shine (1997) waar hij een Oscar voor kreeg. In 2003 speelde hij in Pirates of the Caribbean: The Curse of the Black Pearl de rol van Hector Barbossa, de vervloekte kapitein van de Black Pearl. Hij sprak de stem in van Nigel, een pelikaan uit Finding Nemo. In 2010 speelde hij, naast Colin Firth als koning George VI, de excentrieke spraakleraar Lionel Logue in de film The King's Speech. Deze film kreeg in 2011 vier Oscars, waaronder die voor Beste film. In 2017 vertolkte hij de hoofdrol Albert Einstein in de televisieserie Genius.

## Filmografie
- 1997: Shine
- 1998: Elizabeth
- 1998: Les Misérables
- 1999: Shakespeare in Love
- 1999: House on Haunted Hill
- 2000: Quills
- 2001: The Tailor of Panama
- 2001: Lantana
- 2002: Frida
- 2002: The Banger Sisters
- 2003: Swimming Upstream
- 2003: Intolerable Cruelty
- 2003: Harvie Krumpet
- 2003: Pirates of the Caribbean: The Curse of the Black Pearl
- 2003: Ned Kelly
- 2003: Finding Nemo
- 2004: The Life and Death of Peter Sellers
- 2005: Munich
- 2006: Candy
- 2006: Elizabeth: The Golden Age
- 2006: Pirates of the Caribbean: Dead Man's Chest
- 2007: Pirates of the Caribbean: At World's End
- 2010: The King's Speech
- 2010: The Warrior's Way
- 2011: Pirates of the Caribbean: On Stranger Tides
- 2013: The Book Thief
- 2013: The Best Offer
- 2015: Minions
- 2016: Gods of Egypt
- 2017: Pirates of the Caribbean: Dead Men Tell No Tales